# Теорія невідповідності самому собі

## Суть теорії
У 1987—1999 роках психолог Едвард Торі Хіггінс розробив концепцію у спробі пояснити причини пригніченості та тривожності людей, яку назвав теорією невідповідності самому собі. Згідно з теорією, людина почувається пригніченою у зв’язку з несправдженими надіями та нереалізованими амбіціями й відчуває тривожність через невиконання власних обов’язків.
Теорія стверджує, що протягом життя людина усвідомлює: реалізація цілей і прагнень приносить певні приємні винагороди, зокрема схвалення й любов інших людей.
Прагнення і здобутки поєднуються, створюючи систему принципів, що визначають Я-ідеальне.
Відчуваючи неспроможність реалізувати одну з цілей, людина починає передчувати втрату винагороди, що призводить до пригніченості, депресії та розчарування.
Крім того, теорія невідповідності самому собі передбачає, що протягом життя людина вчиться виконувати зобов’язання для уникнення покарання або несприятливих наслідків. Із часом формується визначальна система принципів. Відчуваючи неспроможність виконати зобов’язання в межах такої системи, людина має неприємне відчуття покарання, що виявляється у формі тривожності або дискомфорту.

## Дослідження на підтримку теорії
1997 року Едвард Торі Хіггінс і його колеги провели експеримент для доведення теорії невідповідності самому собі.
Учасники експерименту мали перерахувати спершу риси характеру, які воліли б мати, а тоді риси, які їм слід мати.
Такі характеристики були названі «ідеальними» та «обов’язковими». Потім учасники мали виокремити серед перелічених рис ті, що вже мають. На заключному етапі експерименту учасників просили оцінити їхній емоційний стан за чотирибальною шкалою.
Результати експерименту підтвердили концепції теорії невідповідності самому собі. Учасники, чиї ідеали не були реалізовані (невідповідність ідеальним рисам), вирізнялися більш високим рівнем пригніченості, а учасники, невдоволені власним виконанням обов’язків (невідповідність обов’язковим рисам), — більш високим рівнем дискомфорту.

## Недоліки
Теорія невідповідності самому собі має деякі недоліки :
- Емоції, спричинені невідповідністю самому собі, залежать від того, ким обрані прагнення людини.
- Едвард Торі Хіггінс стверджував, що неспроможність реалізувати цілі, нав’язані іншою людиною, викликає почуття ніяковості та сорому, а не розчарування або спустошеність.
- Неспроможність виконати зобов’язання, нав’язані іншою людиною, породжує почуття спротиву.

1998 року було проведено дослідження, що оскаржувало теорію невідповідності самому собі.
Дослідження продемонструвало, що будь-яка невідповідність викликає почуття сорому, тоді як невідповідність ідеальним або обов’язковим рисам насправді призводить до депресії, а не тривожності.